# Furnicile (trilogie)
Furnicile (titlu original Les Fourmis) este o trilogie science fiction scrisă de Bernard Werber, în care se prezintă contactul dintre cele două rase inteligente care stăpânesc Pământul: oamenii și furnicile. Seria are la bază o nuvelă de șapte pagini publicată de Werber la șaptesprezece ani într-un ziar de liceu
Cărțile trilogiei au fost traduse în peste 30 de limbi și au cunoscut un succes deosebit în Coreea de Sud.

## Conținutul seriei
Trilogia conține următoarele romane:
- Les Fourmis (1991) - ro. Furnicile
- Le Jour des fourmis (1992) - ro. Ziua furnicilor
- La Révolution des fourmis (1996) - ro. Revoluția furnicilor

## Intriga
Entomologul Edmond Wells a construit un aparat, pe care l-a numit Piatra de la Rosetta, cu ajutorul căruia poate comunica cu furnicile. Cu ajutorul ei ia legătura cu cetatea principală a unei federații a furnicilor, Bel-o-kan, încercând să pună bazele unei comunicări și cooperări între civilizația umană și cea a furnicilor. Acest lucru este privit în ambele tabere ca o oportunitate de către anumite facțiuni și ca o amenințare de către altele.
În sânul omenirii se diferențiază clar oamenii care se bucură de această comunicare care le permite să învețe cum își pot schimba modul de gândire și societatea pe care o consideră ajunsă într-un punct mort. Jonathan Wells este un lăcătuș concediat cu mici speranțe de a-și mai găsi un loc de muncă, Laetitia Wells are fobie de oameni, iar Julie Pinson este o adolescentă rebelă care-și caută drumul în viață. Toți trei îmbrățișează cu căldură descoperirea și atrag alături de ei alte persoane, dar ei reprezintă doar o minoritate. Majoritatea omenirii rămâne indiferentă la existența furnicilor și, când este atenționată, privește cu ironie posibilitatea comunicării cu acestea de pe poziții de egalitate. Chiar și procesul care, în cele din urmă, pune în discuție dacă furnicile sunt sau nu inteligente, se situează la limita dintre spirit științific și parodie.
De partea cealaltă, atitudinea furnicilor față de ceea ce ele numesc Degete variază. Dacă regina Belo-kiu-kiuni cooperează cu și încearcă să învețe despre ele, păstrând însă secretă existența acestei cooperări față de celelalte furnici, sub pedeapsa cu moartea, cea care îi urmează, Chli-pou-ni, rupe orice contact și chiar pornește o cruciadă împotriva lor, decisă să le elimine de pe suprafața Pământului. O altă facțiune dezvoltă religia, adorând Degetele ca zei, în timp ce eroina principală a seriei, 103 683, decide că atitudinea cea mai bună este ca cele două civilizații să-și unească eforturile, învățând fiecare de la cealaltă.

## Personaje

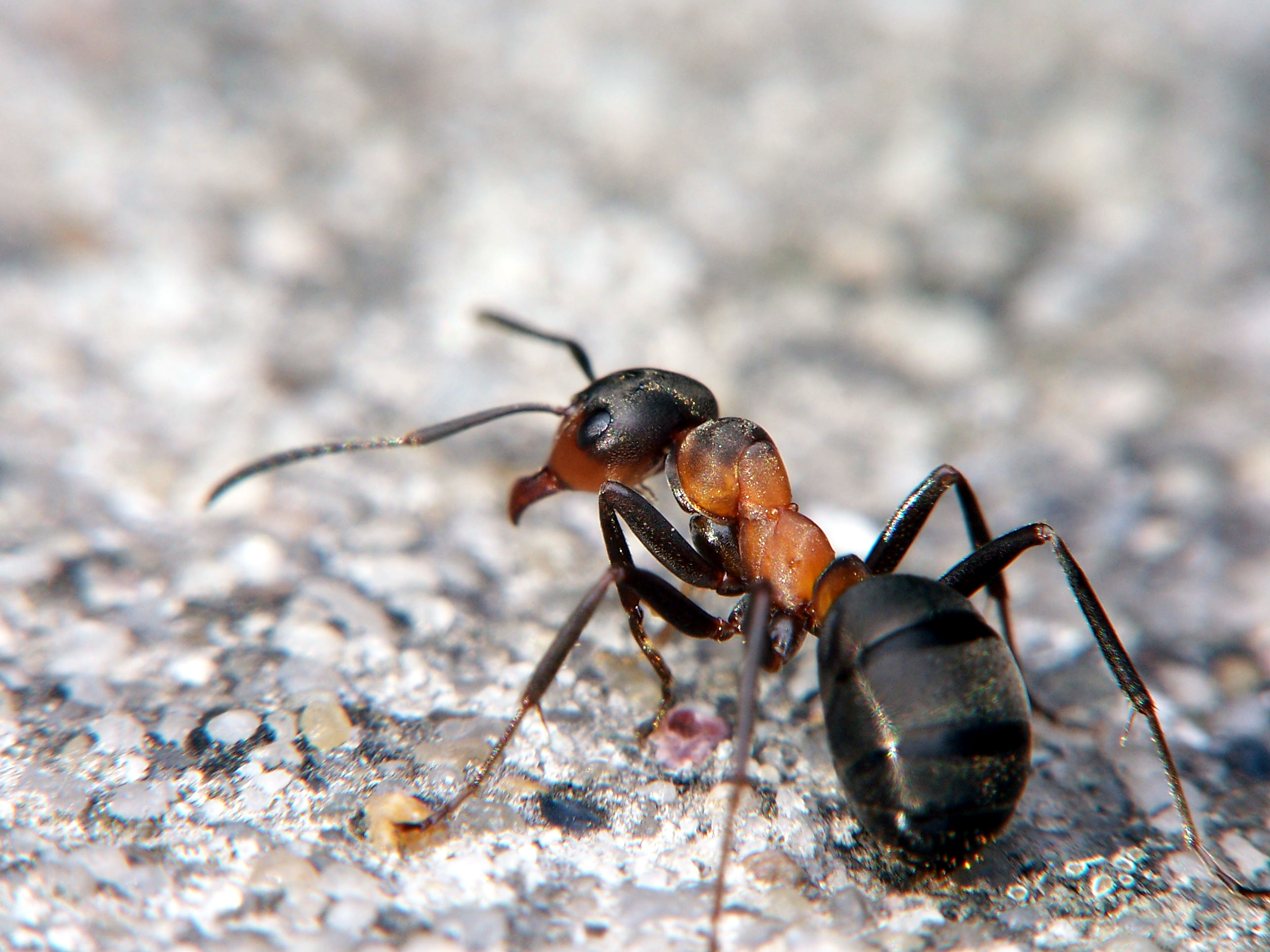
Furnica 103 683 - furnica care se va aventura în afara mușuroiului și care va avea chiar posibilitatea de a comunica cu oamenii prin mașina fabuloasă Rosetta Stone proiectată de profesorul Edmond Wells.

### Furnici
- 103 683: Este personajul principal al seriei. La început este o furnică asexuată din Bel-o-kan însărcinată cu explorarea și cu războiul, care pornește într-o explorare către unul dintre capetele lumii (așa cum era el considerat de furnici). Aici ea descoperă Degetele (oamenii),a căror existență pune în pericol propria specie. Acest lucru o determină să accepte conducerea unei cruciade împotriva Degetelor, care este sortită eșecului, dar îi permite să ia contact cu civilizația umană și să o studieze. În urma acestui fapt, ea decide să-și prelungească viața - lucru posibil prin ingerarea unui jeleu regal al viespilor, care o ajută să devină sexuată[3] - astfel încât să pune bazele colaborării între rasa furnicilor și cea a oamenilor. De-a lungul seriei ea evoluează de la stadiul unui element al colectivității furnicilor la cel de furnică izolată deseori în propriile gânduri, cu conștiință de sine, ajungând în cele din urmă să trăiască stări umane de genul îndrăgostirii și al amuzamentului.
- Chli-pou-ni (pe numele dinaintea transformării în regină 56 ): Regină belokaniană care-i ia locul lui Belo-kiu-kiuni la conducerea cetății Bel-o-kan și a federației omonime. Dornică de a dezvolta federația, folosește descoperirile străbunelor sale, cărora le adaugă propriile idei și inovații. Descoperă colaborarea cu Degetele, dar consideră că nu are ce învăța de la specia lor și trimite împotriva lor o cruciadă, în paralel căutând să destrame secta deistă formată în sânul propriei cetăți. Finalmente, lupta împotriva sectanților religioși îi este fatală.
- 24: Furnică asexuată belokaniană, caracterizată prin faptul că se rătăcește deseori de grup. Deistă, participă la cruciadă pentru a duce un mesaj Degetelor, dar o dată ajunsă pe Insula Salcâmului decide să rămână acolo și să pună bazele unei societăți utopice, bazată pe colaborarea între multe specii de insecte. Apelează la jeleul regal al viespilor pentru a deveni sexuată, transformându-se în mascul, și devine partenerul lui 103 683, decedând în timpul ritualului de împerechere cu aceasta[4].
- 23: furnică asexuată belokaniană, deistă, participă la cruciada împotriva Degetelor pentru a-și cunoaște zeii. Revenită în Bel-o-kan se instalează la conducerea mișcării rebelelor deiste și o ajută pe 103 683 să ocupe tronul cetății. În schimb cere și obține ca importanța mișcării conduse de ea să crească, astfel încât ajunge să pună bazele unui regim fundamentalist tot mai intolerant. Văzând pericolul implicat de creșterea puterii religiei, 103 683 decide suprimarea acesteia și uciderea lui 23.

### Oameni
- Clanul Wells
  - Edmond Wells: Entomolog de geniu care pune la punct un sistem de comunicare cu furnicile, intitulat Piatra de la Rosetta. Nu este efectiv un personaj al seriei, el fiind prezent prin intermediul celor trei volume ale lucrării sale intitulată Enciclopedia cunoașterii relative și absolute.
  - Augusta Wells: Mama lui Edmond, este o femeie foarte în vârstă dar foarte activă.
  - Laetitia Wells: Fiica lui Edmond cu o asiatică, este ziaristă la publicația Écho du dimanche. Are o fobie față de ființele umane și e pasionată de entomologie și de enigme.
  - Jonathan Wells: Este nepotul Augustei și văr cu Laetitia. Fost lăcătuș, moștenește casa unchiului său Edmond după moartea acestuia și descoperă în subsolul ei un tunel care duce la o locuință situată sub cetatea Bel-o-kan. Fascinat de această descoperire, pune la punct un plan pentru ca orice om ar ajunge în acea așezare să nu mai poată pleca.
  - Lucie Wells: Soția lui Jonathan, pleacă în căutarea soțului ei atunci când acesta nu mai revine din subsolul casei. Împreună cu el, fiul lor Nicolas și celelalte persoane care se refugiază sub cetatea Bel-o-kan, pune bazele unei comunități care trăiește într-o stare de comuniune spirituală intensă.
  - Nicolas Wells: Fiul lui Jonathan și al lui Lucie, rămas singur după ce aceștia dispar în subsolul casei. Treiește o vreme la un orfelinat, apoi revine acasă și pornește în căutarea lor, ajungând și el în locuința de sub cetatea Bel-o-kan. Inițial nu este atras de comuniunea spirituală cu ceilalți, ci preferă să folosească Piatra de la Rosetta pentru a le induce furnicilor ideea că oamenii sunt zeii lor, punând astfel bazele religiei în societatea insectelor.
- Julie Pinson: Adolescentă rebelă în vârstă de 19 ani, care și-a ratat de două ori bacalaureatul. Viața ei pare a-și fi pierdut busola după decesul profesorului ei de muzică, dar regăsește un nou scop în încecarea de a face o revoluție panică în sânul societății umane, intitulată „revoluția furnicilor”.
- Alain Bilsheim: comisar de poliție parizian însărcinat cu rezolvarea cazului disparițiilor misterioase din pivnița familiei Wells.
- Jacques Méliès: Comisar de poliție parizian renumit pentru rapiditatea cu care rezolvă orice caz. Pasionat de enigme și având o fobie față de lupi, el încearcă să rezolve misterul unei serii de decese ciudate care are loc în sânul producătorilor de insecticide. Se îndrăgostește de Laetitia Wells.
- Maximilian Linart - comisar de poliție parizian renumit pentru competența sa. Este însărcinat să pună punct revoluției conduse de Julie Pinson și să descopere misterul unei piramide din pădurea Fontainbleu.  Adversar înfocat al naturii, este oripilat de ideea ca furnicile să devină egalii oamenilor, fiind convins că asta va duce la suprimarea omenirii în mai puțin de un secol. Încearcă să distrugă complet federația Bel-o-kan, dar este ucis de 103 683.
- Arthur Ramirez: Tehnician priceput care construiește o Piatră de la Rosetta și își face o întreagă armată miniaturală de furnici din oțel, cu ajutorul căreia ucide câțiva producători de insecticide. Bolnav de cancer, își petrece ultimii ani din viață construind o piramidă în pădurea Fontainbleu, unde să poată studia în liniște furnicile, căutând să învețe de la ele un leac contra bolii care îl macină
- Juliette Ramirez: Soția lui Arthur, câștigătoarea mai multor ediții consecutive a concursului de televiziune Capcana gândirii[5]. Această reușită lăudabilă se datorează faptului că, fără știrea nimănui, enigmele pe care e pusă să le rezolve provin din al doilea volum al Enciclopediei cunoașterii relative și absolute, care se află în posesia ei.

## Societatea furnicilor
Furnicile din seria lui Werber fac parte din specia Formica rufa și au o istorie de peste o sută de milioane de ani, fiind prezentă pe Pământ încă din vremea dinozaurilor. În acest interval de timp, furnicile s-au războit cu o serie insecte și animale, urcând pas cu pas scara evoluției pânâ la nivelul care le permite să se considere stăpânele Pământului.

### Federația Bel-o-kan
La data acțiunii seriei, societatea acestor furnici a ajuns la stadiul unei federații de 64 de furnicare-cetăți, legate prin 125 km de piste săpate și 780 km de piste odorante,  condusă de dinastia Ni. Fosta prințesă 56, devenită regina Chli-pou-ni, afirmă într-un feromon memorie că este a 333-a regină a dinastiei. Această federație se întinde în pădurea Fontainebleu, unde se luptă sau cooperează, după caz, cu o serie de alte specii de furnici, precum și cu termitele, albinele și viespile. Ea se războiește, de asemenea, și cu unele păsări și animale care îi atacă cetățile. După zborul de împerechere al sexuatelor, care are loc în primele zile călduroase, prințesele care supraviețuiesc construiesc noi cetăți în care își depun ouăle și pe care le adaugă federației.
Economia federației Bel-o-kan este foarte bine pusă la punct, fiecare cetate fiind specializată într-un anumit domeniu: Yodu-lu-baikan este cea mai mare producătoare de cereale, Zedi-bei-nakan are laboratoare chimice capabile să producă acizi de luptă hiperconcentrați, Li-viu-kan produce un alcool de coșenilă foarte solicitat, etc. Reginele belokaniene se dovedesc foarte dornice să dezvolte tot mai mult societatea furnicilor. Ele trec la practicarea agriculturii (cultivarea unor specii de ciuperci), creșterea „animalelor” (păduchi-de-frunză), construirea apeductelor (folosind izvoarele subterane) și pun la punct o serie de inovații tehnice menite să le asigure superioritatea asupra altor specii. Printre acestea se numără cooperarea cu scarabeii-rinoceri pentru străbaterea spațiului în zbor, folosirea frunzelor propulsate de gândaci-de-apă pentru a naviga pe râuri (sau, după caz, construirea unor tuneluri subterane pe sub albiile râurilor), sau transformarea melcilor în mașini de luptă capabile să transporte armament și provizii. După incursiunea lui 103 683 în lumea Degetelor, furnicile încep să adauge societății lor o serie de lucruri învățate de la acestea: folosirea focului, realizarea catapultei, arta, stocarea informațiilor, etc.
Imaginea pe care o au furnicile asupra lumii este reprezentată printr-un Pământ de formă cubică, foarte mare din punctul lor de vedere, dar suficient de mic pentru a putea adăposti doar vreo câteva Degete. Ele sunt dornice să ajungă la fiecare dintre capetele lumii, prima călătorie a furnicii 103 683 fiind de fapt o incursiune spre marginea ei orientală.

### Utopia din Insula Salcâmului
La cruciada împotriva Degetelor desfășurată sub conducerea furnicii 103 683 participă și o furnică a cărei principală caracteristică este „abilitatea” ei deosebită de a se rătăci. Furnica, al cărei număr este 24, își găsește scopul vieții în momentul în care participanții la cruciadă ajung pe Insula Salcâmului, o insulă pe care se află un salcâm cornigera, un copac al cărui interior este organizat natural asemenea unui furnicar. Aici, 24 pune bazele unei societăți utopice în care conviețuiesc laolaltă mai multe specii de furnici, albine, termite și muște. Diferitele specii de insecte își petrec timpul povestind o serie de peripeții din folclorul lor, lăsând deoparte îndeletnicirile uzuale care presupun, printre altele, organizarea militară necesară apărării în fața unui eventual invadator. Așa se face că, pusă în fața unui atac lansat de furnicile sclavagiste, societatea este incapabilă să se apere și se destramă. Salcâmul cornigera este la rândul său lovit de fulger în timpul unei furtuni și arde în totalitate.

### Fundamentalismul
Mesajele trimise prin intermediul Pietrei de la Rosetta de către Nicolas Wells introduc în lumea furnicilor conceptul de „zei”. În jurul acestui concept ia naștere o sectă de furnici belokaniene, a cărei scop este reprezentat de adorarea zeilor lor, Degetele. Dacă la început mișcarea este relativ inofensivă, ocupându-se cu hrănirea oamenilor blocați sub cetatea Bel-o-kan și cu transmiterea unui mesaj al acestora către omenire, ea capătă tot mai multă vigoare odată cu lansarea cruiciadei împotriva Degetelor. Furnicile deiste consideră că este de datoria lor să-și apere zeii și ajung până acolo încât o asasinează pe regina Chli-pou-ni, cea care ordonase cruciada.
În sânul sectei își fac apariția o serie de ritualuri, cum ar fi cultul morților sau folosirea cercului ca simbol de recunoaștere. Odată cu preluarea conducerii mișcării de către furnica 23, ea devine tot mai puternică și ajută la cucerirea Bel-o-kanului de către furnica 103 683. 23 profită de această oportunitate pentru a scoate religia din ilegalitate și a o face o mișcare importantă în cadrul noii federații stabilite de 103 683, ajungând până acolo încât declară că necredința trebuie pedepsită cu moartea. În acest moment, 103 683 decide că mișcarea a mers prea departe și cere suprimarea ei. Adepții sectei sunt uciși, dar conducătoarea 23 și garda ei personală reușesc să fugă din Bel-o-kan, aparent fiind devorate ulterior de un pițigoi.

### Noul Bel-o-kan
După ocuparea cetății Bel-o-kan, furnica 103 683 pune bazele unei noi federații, mai cuprinzătoare ca precedenta. În cadrul ei, în afara prințeselor belokaniene care-și construiesc o cetate nouă, intră și alte specii de furnici, precum și o serie de insecte care i-au fost alături lui 103 683 în peregrinările ei: termite, albine, viespi, muște, scarabei-rinoceri sau chiar specii care nu aparțin insectelor, cum ar fi melcii. Spre deosebire de precedenta federație, în care fiecare cetate avea o specializare anume, 103 683 militează pentru răspândirea tuturor cunoștințelor și tehnologiilor descoperite (de către belokaniene sau învățate de la oameni) în rândul membrilor întregii federații.

## Motive prezente în cărțile trilogiei

### Enciclopedia cunoașterii relative și absolute
Enciclopedia cunoașterii relative și absolute este o carte în același timp reală și fictivă, fiind scrisă de Bernard Werber, dar atribuită entomologului fictiv Edmond Wells. Pasaje din ea deschid capitolele celor trei cărți ale seriei, precum și ale cărților din trilogia Cycle des Dieux. Ea cuprinde un amestec de articole pe teme extrem de variate, printre care se numără subiecte de fizică, matematică, filozofie și metafizică, istorie, geografie, zoologie, rețete culinare, sfaturi pentru agricultură, etc.  Cu ajutorul celor trei volume fictive ale trilogiei, personajele seriei Furnicile își schimbă modul de a gândi și produc și viziunea asupra vieții.
Enciclopedia a fost publicată în cele din urmă de Werber în 1993.

### Enigma
Fiecare dintre cele trei romane ale seriei propune spre rezolvare o enigmă care implică 6 bețe de chibrit și triunghiuri. În primul roman trebuie să se realizeze patru triunghiuri cu ajutorul celor 6 bețe de chibrit, rezolvarea ei implicând descoperirea celei de-a treia dimensiuni. Al doilea roman propune folosirea celor 6 bețe pentru a realiza 6 triunghiuri, ceea ce duce la descoperirea fuziunii complemetarelor. În fine, al treilea roman cere ca bețele de chibrit să fie folosite pentru a realiza 8 triunghiuri, conceptul adăugându-se demersului anterior de a reprezenta o evoluție a cunoașterii.
Ziua furnicilor mai propune și alte enigme în afara celei folosite în întreaga serie, enigme extrase din Enciclopedia cunoașterii relative și absolute și prezentate în cadrul unei emisiuni fictive de televiziune intitulată Capcană de gândire.

### Comisarul
Un alt element prezent în toate cele trei romane îl constituie comisarul desemnat să ancheteze evenimentele misterioase care îi vor conduce ulterior către furnici (dispariții, crime, etc.). Dacă polițistul desemnat să se ocupe de caz în primul roman, Alain Bilsheim, este un comisar obișnuit care ajunge întâmplător în așezarea de sub cetatea Bel-o-kan, devenind un membru al ei, nu la fel se întâmplă în cazul celorlalți doi.
Jacques Méliès este celebru pentru ușurința cu care rezolvă toate cazurile de care se ocupă. Inițial, el crede că a găsit rezolvarea cazurilor legate de furnici, dar este trezit la realitate de Laetitia Wells și începe să pună cap la cap indiciile care-l vor conduce spre așezarea lui Arthur Ramirez, cel care a realizat o armată de furnici din oțel și care se va retrage în pădurea Fontainebleu împreună cu o cetate de furnici. La fel ca Bilsheim, devine un apărător al civilizației furnicilor și un adept al cooperării între specii.
Comisarul prezent în ultima carte a trilogiei, Maximilian Linart, diferă semnificativ de ceilalți doi. Deși este la fel de renumit ca Méliès pentru abilitatea sa de a rezolva cazuri dificile, el are o fobie dusă la extrem față de natură și componentele ei. Așa se face că, după ce descoperă societatea furnicilor, nu numai că nu se alătură cauzei ei - cum au făcut ceilalți doi comisari - ci chiar încearcă să o distrugă, convins fiind că va veni ziua în care furnicile vor prelua de la oameni dominația asupra lumii.

### Piatra de la Rosetta
Edmond Wells a pus la punct detaliile unui aparat menit să faciliteze dialogul dintre oameni și furnici. Denumit Piatra de la Rosetta, el cuprindea un cromatograf și un spectometru de masă legate la un computer care, cu ajutorul unor tuburi și fiole cu esență parfumată, este capabil să transmită mesaje odorizante pe care să le recepționeze furnicile. Invers, el traduce în cuvinte inteligibile pentru oameni emisiile feromonice ale furnicilor.
Prima Piatră de la Rosetta este folosită de Jonathan Wells pentru a comunica cu regina Belo-kiu-kiuni, folosind în acest scop un terminal având forma și dimensiunea unei furnici, cunoscut printre belokaniene drept Doctorul Livingstone. Același aparat va fi folosit ulterior de fiul său, Nicolas, pentru a introduce noțiunea de religie în societatea furnicilor prin intermediul unor predici ținute pe ascuns.
A doua Piatră este realizată de Arthur Ramirez pe baza specificațiilor găsite în al doilea volum al Enciclopediei cunoașterii relative și absolute și îi facilitează realizarea unei armate de furnici de oțel și construirea unei așezări care cuprinde un sector uman și unul mirmecean. Prin intermediul aceluiași aparat, căruia i se încorporează și un televizor miniatural, furnicii 103 683 i se permite să studieze rasa umană.
A treia Piatră devine cunoscută întregii lumi, fiind construită pentru a permite comunicarea om-furnică în cadrul procesului juridic care anchetează inteligența rasei furnicilor.

## Opusul trilogiei
În Revoluția furnicilor, prințul 24 începe să scrie o trilogie de romane feromonale care reprezintă opusul trilogiei lui Werber. În locul romanului Furnicile a lui Werber, 24 scrie Degetele, în locul romanului Ziua furnicilor - Noaptea Degetelor, iar în locul romanului Revoluția furnicilor - Revoluția Degetelor, Prințul 24 explică rațiunea trilogiei, oferind astfel justificarea lui Werber pentru scrierea propriei trilogii: 
„Primul roman va povesti contactul între cele două civilizații, furnici și Degete, iar al doilea va fi relatarea confruntării lor. În sfârșit, pentru că nu s-au putut distruge una pe alta, ultimul roman va fi cel al cooperării între cele două specii. „Contact, confruntare, cooperare”.”

## Adaptări
Romanul Furnicile a fost adaptat în banda desenată omonimă, cu un scenariu de Bernard Werber, desenele fiind realizate de Patrick Serres. Adaptarea se concentrează doar asupra aventurilor furnicilor și abandonează firul narativ din lumea oamenilor. Succesul moderat al adaptării a dus la anularea continuărilor prevăzute pentru ea.